# بول أبراهام
بول أبراهام (بالفرنسية: Pol Abraham)‏ هو مهندس معماري فرنسي، ولد في 1891 في نانت في فرنسا، وتوفي في 21 يناير 1966 في الدائرة التاسعة في باريس في فرنسا.